# Honda Ascot
Der Honda Ascot ist ein Pkw-Modell des Herstellers Honda. Er wurde von 1989 bis 1997 gebaut. Der Ascot basierte auf der Plattform des Honda Accord, hatte aber in der C-Säule ein zusätzliches Fenster und war insgesamt luxuriöser als der Accord. Der Nachfolger (1992–1997) teilte sich die Plattform mit dem Honda Rafaga.
1992 wurde mit dem Ascot Innova ein Ergänzungsmodell vorgestellt. Er entsprach dem europäischen Accord der fünften Generation, hatte aber rahmenlose Seitenscheiben und andere Türverriegeler. Besondere Innovation war die Vierradlenkung.

## Geschichte
Der erste Honda Ascot war das Ergebnis der Strategie von Honda, seine Vertriebsnetze in Japan zu diversifizieren. Im Jahr 1985 wurden zwei separate Händlernetze unter den Namen Honda Clio und Honda Primo eingerichtet, zusätzlich zu dem bereits bestehenden Honda Verno-Netz. Während die Primo-Geschäfte Kei-Cars sowie den Honda Civic vertrieben, konzentrierten sich die Clio-Geschäfte auf größere Modelle, darunter das Spitzenmodell Honda Legend. Mit dem Erscheinen der vierten Generation des Honda Accord (CB) wurde der Verkauf ausschließlich dem Honda Clio-Netz zugewiesen. Das bedeutete jedoch, dass die Honda Primo-Händler eine Mittelklasselimousine auf Accord-Basis für ihre Geschäfte benötigten. Honda entschied sich für eine recht einfache Lösung und schuf ein „Schwesterauto“ des Accord, den Honda Ascot. 

## Erste Generation (1989–1993)
Der erste Honda Ascot erschien 1989. Technisch gesehen war der Ascot identisch mit der Accord-Limousine, und auch der Innenraum, einschließlich des Armaturenbretts, war mit dem Accord identisch. Das äußere Erscheinungsbild wurde beim Ascot jedoch geändert. Die Scheinwerfereinheiten wurden vom Honda Inspire übernommen, was zu einem insgesamt luxuriöseren Erscheinungsbild beitragen sollte, und im Heckspoiler wurde eine dritte Bremsleuchte installiert. Auch hatte der Ascot im Vergleich zum Accord sechs Seitenscheiben anstatt vier. Für die Werbespots engagierte Honda Eric Clapton.

### Technik
Den Ascot gab es mit 1,8 Liter- und 2,0-Liter-Ottomotoren. Der 1,8-Liter-Motor leistete 117 PS (86 kW), der 2,0-Liter-Motor zwischen 111 PS (82 kW) und 130 PS (96 kW) im Topmodell 2.0FBT-i, welches unter anderem mit ABS, Traktionskontrolle, Vierradlenkung und Doppelquerlenkeraufhängung an allen vier Rädern ausgestattet war.
Im August 1991 wurde ein überarbeiteter Ascot vorgestellt.

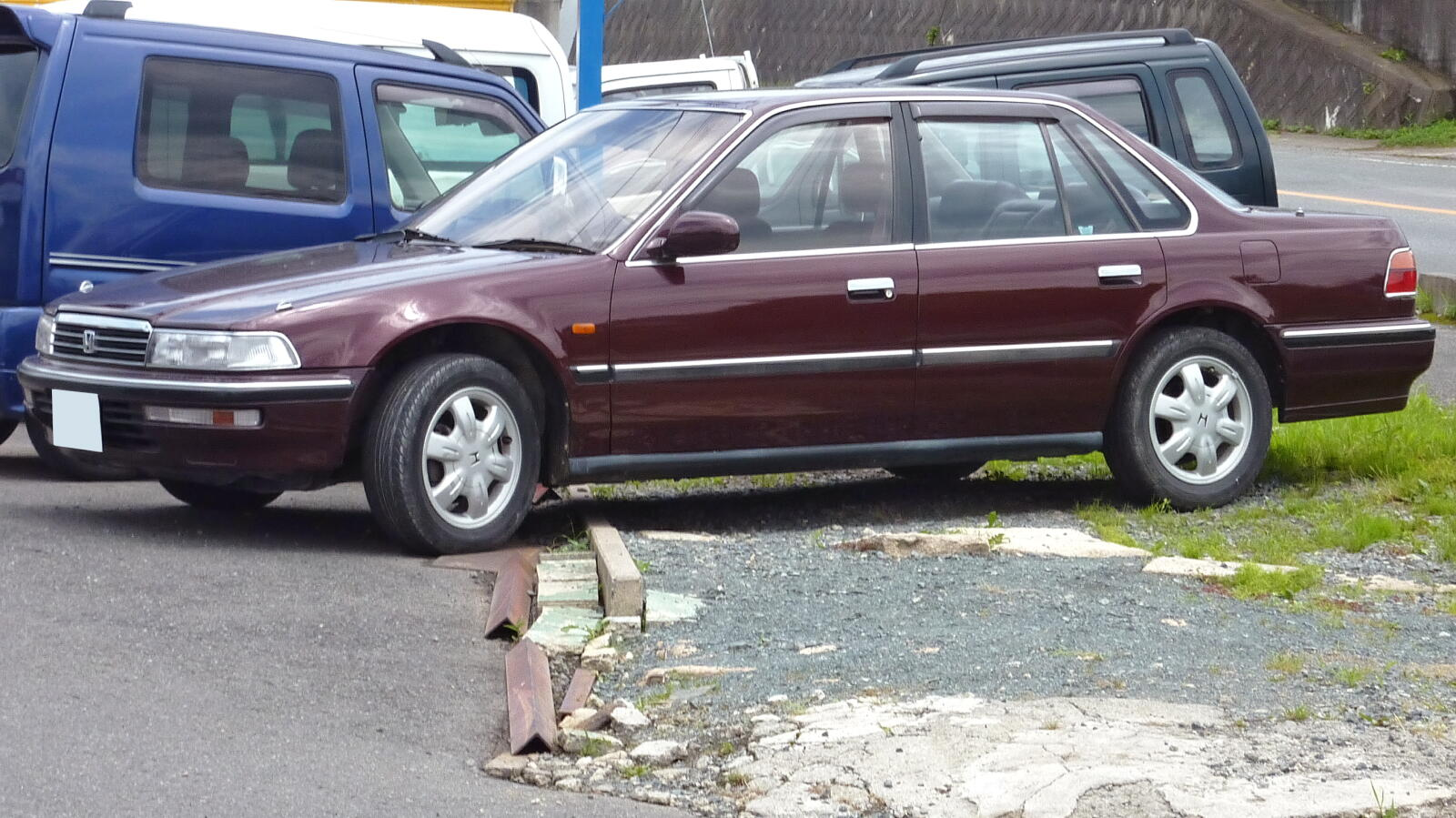
Facelift

## Zweite Generation (1993–1997)
Der zweite Ascot erschien 1993. Der neue Accord der fünften Generation (CD) wuchs beträchtlich, vor allem um den nordamerikanischen Markt zu bedienen, und wurde dadurch zu breit, um in die günstige japanische Steuerklasse zu passen. Daher benötigte Honda eine etwas kleinere Kompaktlimousine für den japanischen Markt.
Anstatt direkt auf dem nun größeren Accord zu basieren, erhielt der neue Ascot seine eigene Plattform mit den Codenamen CE4/5. Wie der Inspire, der Vigor und der noch größere Honda Legend hatte der Ascot seine Motoren längs eingebaut. 
Der Ascot brachte auch ein Schwestermodell hervor, den Honda Rafaga, der in den Honda Verno-Geschäften verkauft wurde und sich vom Ascot nur durch andere äußere Ausstattungsdetails unterschied. Beide Modelle wurden 1997 durch den Honda Torneo auf der Plattform des neuen Accord ersetzt. 

### Technik
Den Ascot der zweiten Generation gab es wie den Rafaga auch mit zwei verschiedenen Motorisierungen, dem G20A-Motor mit 2,0 Litern Hubraum und 118 kW (160 PS) sowie dem größeren G25A-Motor mit 2,5 Litern Hubraum und 140 kW (190 PS).

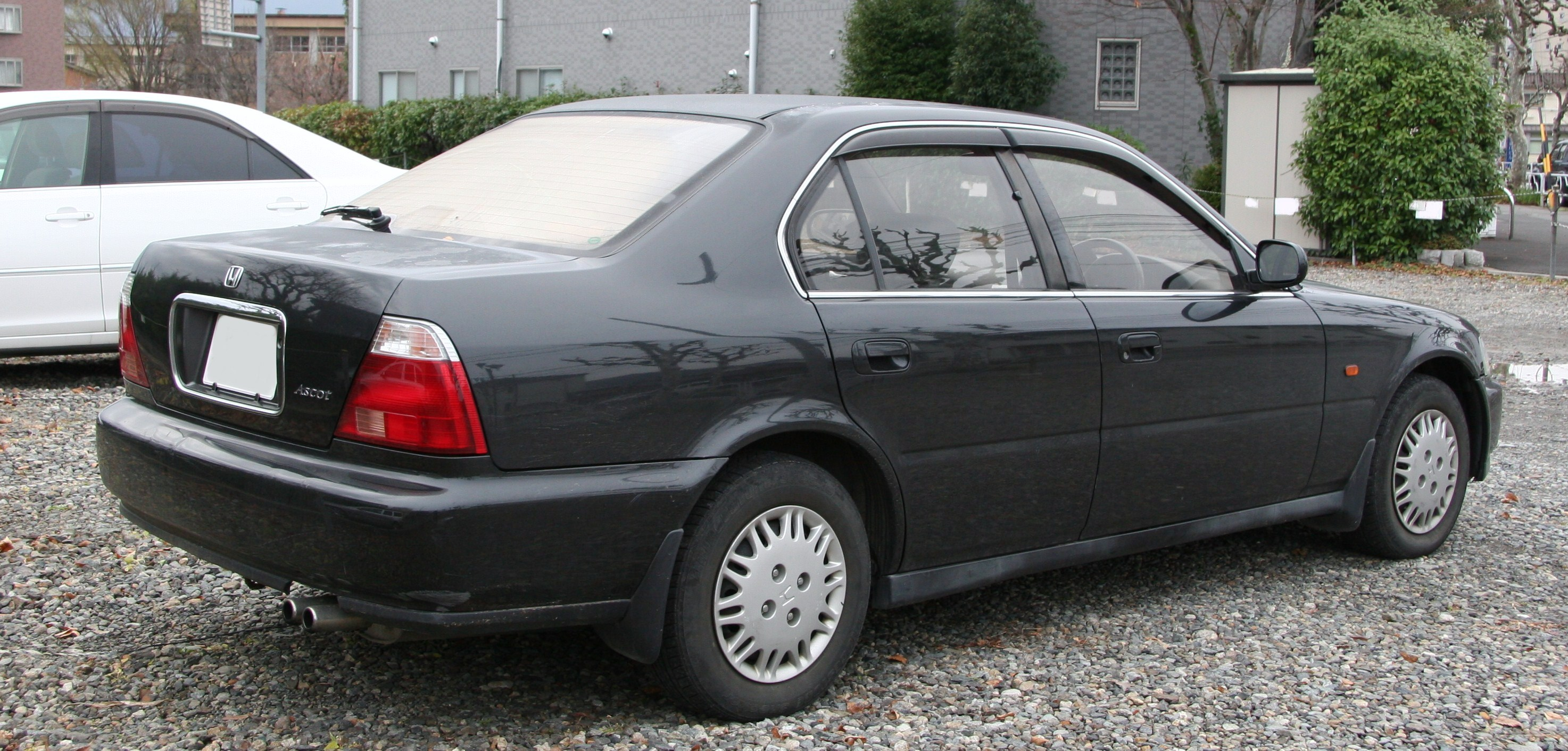
Heckansicht

## Ascot Innova (1992–1996)
Der 1992 auf den Markt gebrachte Ascot Innova war das Ergebnis einer Zusammenarbeit mit der Rover-Gruppe, aus der die Rover 600er-Serie und der europäische Honda Accord (5. Generation) hervorgingen. Im Gegensatz zu diesem behielt der Ascot Innova aber das ursprüngliche Layout des regulären Ascot mit sechs Seitenscheiben bei. Außerdem waren diese rahmenlos, um einen „Hardtop“-Look zu erzielen. Der Ascot Innova war damit Hondas Antwort auf Fahrzeuge wie den Toyota Carina ED/Toyota Corona EXiV, Nissan Bluebird ARX und Mitsubishi Emeraude. 
Der Ascot Innova wurde parallel zum normalen Ascot verkauft und ersetzte diesen nicht.

### Technik
Den Ascot Innova gab es mit Vierzylinder-Ottomotoren mit 2,0-Litern und 2,3-Litern Hubraum, die zwischen 125 und 165 PS (99–121 kW) leisteten.

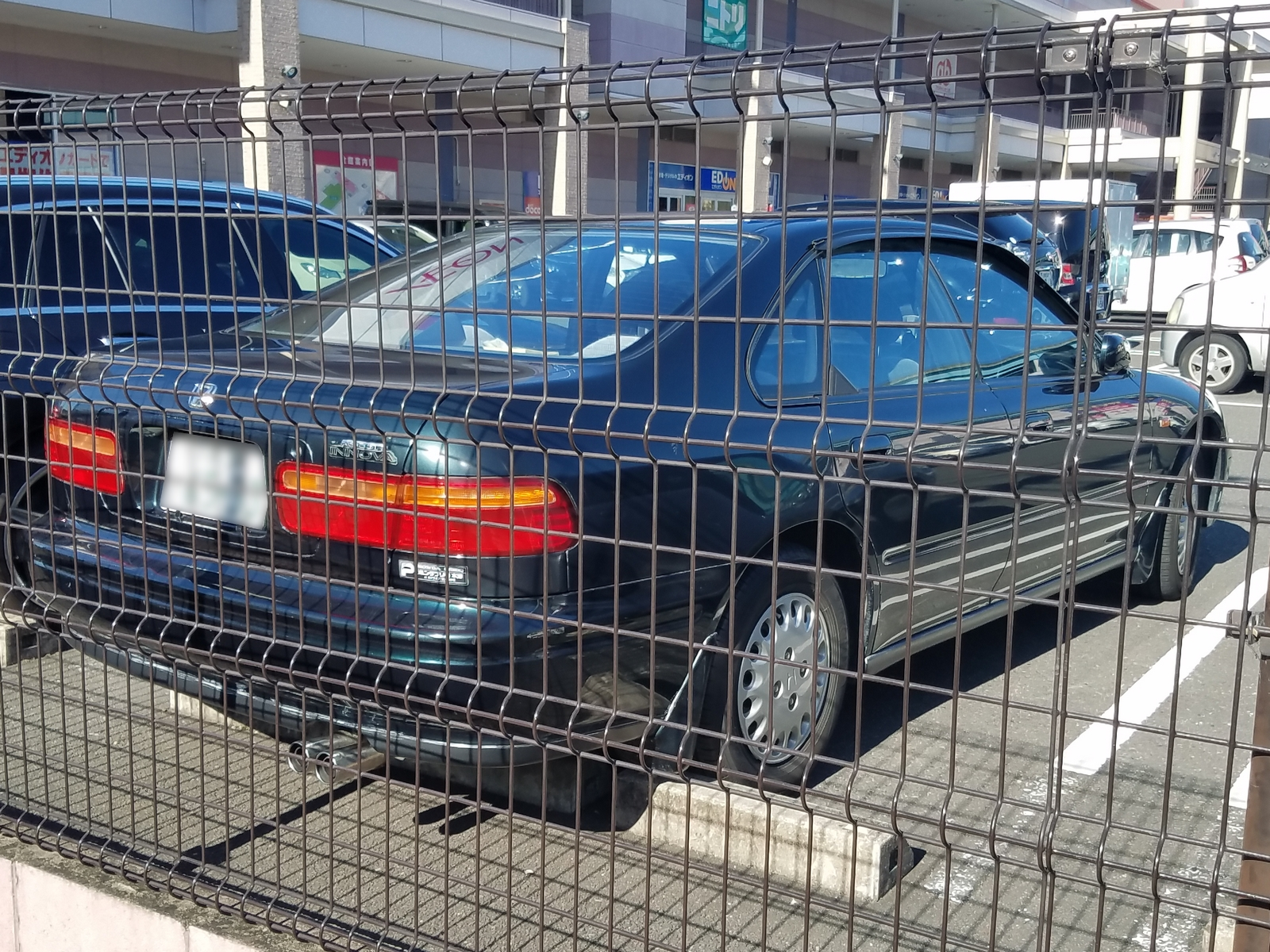
Heckansicht
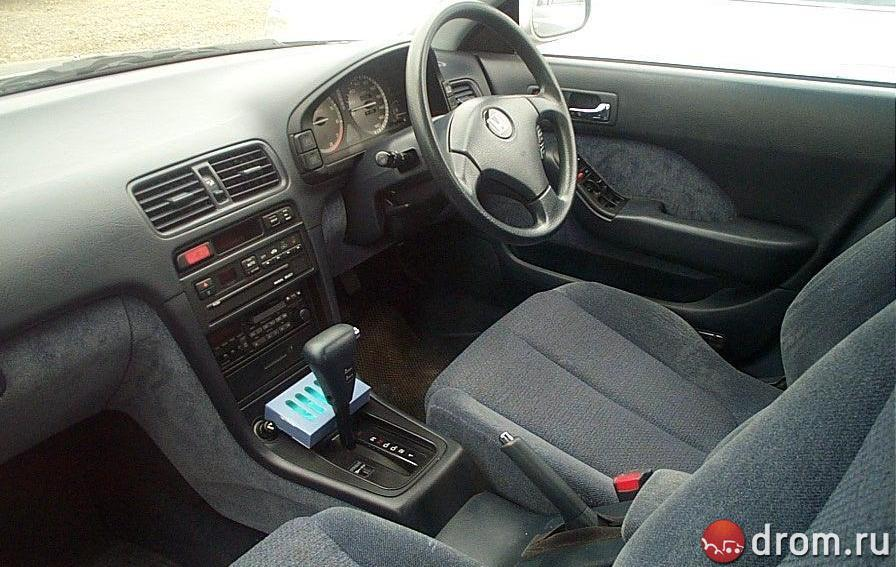
Innenraumansicht